# Nokia 6210 Navigator
Le Nokia 6210 Navigator est un téléphone de l'entreprise Nokia. Il est slider.

## Caractéristiques
- Système d'exploitation Symbian OS S60
- GSM, 3G
- 103 × 49 × 14,9 mm pour 117 grammes
- Écran 2,4 pouces, 240 × 320 pixels, TFT LCD
- Batterie 950 mAh
- Appareil photo numérique : 3,2 mégapixels
- DAS : 0,91 W/kg.